# Die Büchse der Pandora
Die Büchse der Pandora (bra: A Caixa de Pandora; prt: A Boceta de Pandora) é um filme mudo alemão, dirigido por Georg Wilhelm Pabst, de 1929. É o primeiro dos dois filmes da colaboração de Pabst com Louise Brooks (o segundo sendo Tagebuch einer Verlorenen, 1929), ambos aclamados pela crítica. A atuação de Brooks como uma jovem sedutora e imprudente, cuja sexualidade crua e a natureza desinibida trazem a ruína para si mesma e para aqueles que a amam, embora inicialmente não apreciada, acabou por tornar a atriz uma estrela. O roteiro, do próprio Pabst e de Joseph Freisler, baseado em duas peças de Frank Wedekind, O Espírito da Terra (Erdgeist,1895) e A Caixa de Pandora (Die Büchse der Pandora, 1904), mistura drama e sensualidade.

## Enredo
Lulu (Louise Brooks) é a amante de um respeitado editor de jornal de meia idade, Dr. Peter Schön (Fritz Kortner). Um dia, ela fica encantada quando seu primeiro "patrão", Schigolch (Carl Goetz), aparece na porta de seu apartamento. No entanto, quando Schön também chega, ela esconde Schigolch no terraço. Schön conta para Lulu que o caso dos dois está se tornando cada vez mais comentado, e para mudar isso decidiu se casar com Charlotte von Zarnikow (Daisy D'ora), a filha do Ministro do Interior. Lulu tenta faze-lo mudar de ideia, mas quando ele descobre Schigolch, vai embora. Schigolch apresenta Lulu a Rodrigo Quast (Krafft-Raschig), que quer que ela se junte a sua nova apresentação de trapézio.
No dia seguinte, Lulu vai ver seu melhor amigo Alwa (Francis Lederer), filho único de Schön. Schön fica muito aborrecido em vê-la, mas tem a ideia de te-la como estrela na produção musical de seu filho para tirá-la de seu caminho. No entanto, Schön comete o erro de levar Charlotte para ver a apresentação. Quando Lulu recusa a se apresentar na frente de sua rival, Schön leva-a para uma despensa afim de tentar persuadi-la de outra forma, mas ela o seduz. Charlotte os encontra aos beijos e termina o noivado.
Schön, derrotado, cede e se casa com Lulu. Enquanto a festa de casamento está em andamento, ele se irrita ao encontrar Lulu se divertindo com Schigolch e Quast no quarto de núpcias do casal. Ele pega sua pistola e ameaça disparar contra os intrusos, mas Lulu o impede, fazendo com que eles consigam sair do quarto. Schön vai atrás deles, mas Schigolch e Quast escapam. Enquanto isso, Alwa entra no quarto e deita no colo de Lulu. Schön chega, vê a cena, e pede para Alwa sair. Uma vez que estão sozinhos, Schön insiste para que sua nova esposa pegue a arma e se suicide. Quando Lulu recusa, a arma dispara na luta que se segue, e Schön é morto.
No julgamento de homicídio, Lulu é condenada a cinco anos por homicídio culposo. No entanto, Schigolch e Quast acionam o alarme de incêndio e ajudam-na a fugir na confusão. Quando Alwa a encontra na casa de Schön, ele confessa seus sentimentos por ela e eles decidem fugir do país. A condessa Augusta Geschwitz (Alice Roberts), que também é apaixonada por Lulu, permite que a fugitiva use seu passaporte. No trem, Lulu é reconhecida por outro passageiro, o Marquês Casti-Piani (Michael von Newlinsky). Ele oferece seu silêncio em troca de dinheiro. Ele também sugere, como esconderijo, que eles fiquem em um navio usado como cassino clandestino.
Entretanto, depois de vários meses, Casti-Piani decide vender Lulu a um comerciante do Cairo que pretende usa-lá em seu bordel. Lulu se recusa, mas ele a ameaça, dizendo que se não aceitar, chamará a polícia. Ela também é chantageada por Quast, que tem intenção de conseguir dinheiro para financiar sua nova apresentação. Desesperado por dinheiro para fugir dali com Lulu, Alwa trapaceia no jogo de cartas, mas acaba sendo pego. Lulu pede ajuda a Schigolch, que a aconselha a convencer Geschwitz a ajuda-lá. Ela faz Geschwitz atrair Quast até uma cabine afim de distrai-lo, onde, acidentalmente, ela o assassina. A polícia invade o cassino clandestino, pegando-a em flagrante. Schigolch, Lulu e Alwa fogem em seguida.
Eles acabam vivendo na miséria em um prédio abandonado de Londres. Na véspera de Natal, levada à prostituição, Lulu tem o infortúnio de escolher um Jack, o Estripador (Gustav Diessl) cheio de remorso como seu primeiro cliente. Embora ele proteste e confesse que não tem dinheiro, ela gosta dele e o convida para entrar. Schigolch arrasta Alwa antes de serem vistos pelo homem. Jack fica tocado com a jovem e secretamente joga sua faca para longe. No entanto, ele vê outra faca na mesa e não consegue resistir a seus impulsos, matando-a. Ignorando o destino de Lulu, Alwa desiste dela, juntando-se ao desfile do Exército da Salvação.

## Elenco
- Louise Brooks como Lulu
- Fritz Kortner como Dr. Ludwig Schön
- Francis Lederer como Alwa Schön
- Carl Goetz como Schigolch
- Krafft-Raschig como Rodrigo Quast
- Alice Roberts como Condessa Augusta Geschwitz
- Daisy D'ora como Charlotte Marie Adelaide von Zarnikow
- Gustav Diessl como Jack, o Estripador
- Michael von Newlinsky como Marquês Casti-Piani
- Sigfried Arno como o diretor da apresentação

## Produção
Die Büchse der Pandora já havia sido adaptada para a tela por Arzén von Cserépy em 1921 na Alemanha sob o mesmo título, com Asta Nielsen no papel de Lulu. Como havia um musical, peças de teatro e outras adaptações cinematográficas na época, a história era bem conhecida. Isso permitiu que Pabst tomasse liberdades com a história.
O diretor procurou meses por uma atriz para interpretar Lulu. Ao ver Louise Brooks como um artista de circo no filme de Howard Hawks, A Girl in Every Port (1928), Pabst tentou pegá-la emprestada da Paramount Pictures. O estúdio nem sequer divulgou a oferta a Brooks, até que ela deixou a Paramount devido a uma disputa salarial. A segunda escolha de Pabst foi Marlene Dietrich; Dietrich estava exatamente no escritório de Pabst, esperando para assinar um contrato para fazer o filme, quando Pabst foi comunicado sobre a disponibilidade de Brooks. Em uma entrevista, muitos anos depois, Brooks afirmou que Pabst estava relutante em contratar Dietrich, pois achava que ela era muito velha (tinha 27 anos) e que não tinha um bom físico para a personagem. O próprio Pabst escreveu que Dietrich era sensualmente muito esperta, enquanto Brooks tinha inocência e a capacidade de projetar a sexualidade, sem intenção ou premeditação.
"Sr. Pabst me disse que a história de Lulu era a minha história. E eu estava sentada ali observando-o. E ele estava tão perto da verdade que agora, pensando de novo, eu estremeço um pouco." - Louise Brooks
Ao dirigir o filme, Pabst extraiu o conhecimento de Brooks como dançarina da companhia de dança moderna Denishawn, "coreografando" seus movimento em cada cena e limitando-a a uma única emoção por tomada. Pabst era hábil em manipular seus atores: ele contratou músicos de tango para inspirar Brooks entre as cenas, treinou uma relutante Alice Roberts para as sequências lésbicas e apaziguou Fritz Kortner, que não escondeu sua antipatia por Brooks. Durante a primeira ou segunda semana de filmagem, Brooks saía festejando todas as noites com seu amante atual, George Preston Marshall, para o descontentamento de Pabst. Quando Marshall foi embora, Pabst, aliviado, impôs um estilo de vida mais rígido à sua estrela.

## Recepção
Em 2 de dezembro de 1929, o The New York Times comentou "Die Büchse der Pandora... um melodrama desconexo... [com] uma narrativa raramente interessante." O crítico achou Brooks "atraente", mas suas expressões "muitas vezes difíceis de decidir" e concluiu que "a direção é muito melhor do que a história".
O filme foi redescoberto pelos críticos na década de 1950, com grande aclamação. Os críticos modernos agora louvam a A Caixa de Pandora como um dos clássicos do cinema da Alemanha de Weimar, juntamente com O Gabinete do Dr. Caligari, Metrópolis, A Última Gargalhada e O Anjo Azul. O crítico de cinema Roger Ebert revisou o filme em 1998 com grande louvor e observou a presença de Brooks: "Ela nos saúda da tela como se a tela não estivesse lá; ela tira o artifício do filme e nos convida a brincar com ela". Ele incluiu o filme em sua lista de grandes filmes. O filme atualmente tem uma classificação de 90% no Rotten Tomatoes.

## Temas
Die Büchse der Pandora, representa na tela, provavelmente pela primeira vez na história do cinema, a atração lésbica da personagem Condessa Augusta Geschwitz (em algumas legendas, Anna) por Lulu. O filme, de fato, expressa essa atração em várias cenas, tanto durante a cena da dança no casamento, quanto nos ciúmes expressos pela Condessa. Geschwitz é uma das "vítimas" do encanto de Lulu, que a leva a ruína, assim como todos os homens atraídos por seu encanto. Alice Roberts, inicialmente, resistiu à ideia de interpretar uma lésbica: ela estava convencida de que, ao interpretar a personagem, muitos espectadores ficariam convencidos de que ela e Brooks realmente eram homossexuais e, por essa razão, ela inicialmente se opôs a faze-la. Brooks, no entanto, declarou que só tomou conhecimento disso muito mais tarde.
O título é uma referência a Pandora da mitologia grega, que ao abrir uma caixa dada a ela pelos deuses, lançou todos os males ao mundo, deixando apenas a esperança para trás. Essa conexão é feita explicitamente pelo promotor na cena do julgamento.

## Versão francesa
Na França, o filme foi significativamente reeditado, fazendo com que Alwa se torne secretário de Schön, Schigolch se torne pai adotivo de Lulu e a Condessa se torne sua amiga de infância, de modo a atenuar a relação entre as duas mulheres. Lulu é considerada inocente no julgamento, e não há personagem de Jack, o Estripador, já que o filme termina com Lulu se juntando ao Exército da Salvação.

## Legado
Futuramente, a personagem Lulu inspiraria a de Nana Kleinfrankenheim, do filme Vivre sa vie (1962) de Jean-Luc Godard, e a de Ingrid, no filme J'embrasse pas (1991) de André Téchiné.